# Oomph! (musikalbum)
Oomph! är ett musikalbum från 1992. Debutalbum för den tyska NDH-gruppen Oomph!.

## Låtlista
1. Mein Herz
2. Me Inside You
3. Der Neue Gott
4. No Heart No Pain
5. Breathe
6. Gleichschritt
7. Under Pressure
8. Wir Leben
9. Purple Skin
10. Ich bin du
11. Der neue Gott (CD Bonus)